# Raion de Valmiera
El raion de Valmiera era un dels raions en els quals es dividia administrativament Letònia abans de la reforma territorial administrativa de l'any 2009.